# Arnocrinum gracillimum
Arnocrinum gracillimum är en grästrädsväxtart som beskrevs av Gregory John Keighery. Arnocrinum gracillimum ingår i släktet Arnocrinum och familjen grästrädsväxter. Inga underarter finns listade i Catalogue of Life.